# Shirley Elliot
Pour les articles homonymes, voir Elliott.
Shirley Elliot, née le 2 septembre 1988 à Villeneuve-la-Garenne (France), est une judoka française concourant dans la catégorie des −57 kg.

## Jeunesse
Shirley Elliot est née le 2 septembre 1988 à Villeneuve-la-Garenne,  dans une famille de sportifs : son père Philippe est entraîneur de l'US Tonneins (1re division) tandis que sa mère, Gerty, est présidente de la section judo de la ville. Sa sœur Prescillia est également judoka.
Shirley Eliott débute le judo à l'âge de 5 ans, à l'Union sportive de Tonneins sous l'égide de Daniel Benoit. À 14 ans, elle entre au Pôle espoir de Toulouse puis, l'année suivante, celui de Poitiers.
En 2007, elle intègre l'Institut national du sport, de l'expertise et de la performance à Paris et s'entraîne au Levallois Sporting Club avant de partir rejoindre celui de Pontault-Combault.

## Carrière
Bien qu'elle remporte le tournoi test olympique de Londres en 2011, elle n'obtient pas son billet pour les Jeux de 2012.
En 2012, elle se rompt les ligaments croisés pour la 3e fois de sa carrière. La même année, elle est élue Miss France Fitness. Pour son retour sur le tatami, elle remporte l'étape de la Coupe du Monde à Londres en battant la néerlandaise Sanne Verhagen sur ippon.
Lors des compétitions de judo aux Jeux méditerranéens de 2013 à Mersin en Turquie, elle obtient la médaille de bronze chez les −57 kg.
Le jour de son 26e anniversaire, le 2 septembre 2014, Shirley Elliot prend sa retraite sportive.